# Fontenay-sur-Loing
 Fontenay-sur-Loing  es una población y comuna francesa, situada en la región de Centro, departamento de Loiret, en el distrito de Montargis y cantón de Ferrières-en-Gâtinais.

## Demografía
| 674 | 715 | 919 | 960 | 1163 | 1425 |
| Para los censos de 1962 a 1999 la población legal corresponde a la población sin duplicidades (Fuente: INSEE [Consultar]) |     |     |     |      |      |